# Język heiltsuk
Język heiltsuk – zagrożony wymarciem język z wakaskiej rodziny językowej używany przez Indian Heiltsuk na Kanadyjskim Zachodnim Wybrzeżu w prowincji Kolumbia Brytyjska.
Ma dwa dialekty: heiltsuk (bella bella), używany na północy, i oowekyala (wuikyala). W przeciwieństwie do innych języków wakaskich heiltsuk jest językiem tonalnym, zapisywanym fonemicznie. Podobnie jak język nuxálk posiada zbitki spółgłoskowe. W 2011 roku językiem mówiło 90 osób.
W atlasie zagrożonych języków świata UNESCO język został sklasyfikowany jako krytycznie zagrożony.